# پارک و منطقه حفاظت‌شده ملی کتمای
پارک و منطقه حفاظت‌شده ملی کتمای (به انگلیسی: Katmai National Park and Preserve) از پهناورترین پارکهای طبیعی و ملی آمریکا است. این پارک در ایالت آلاسکا قرار دارد.
وسعت این پارک ملی ۱۹٬۱۲۲ کیلومتر مربع است (تقریباً اندازه وسعت کشور ولز یا استان همدان).

## نگارخانه

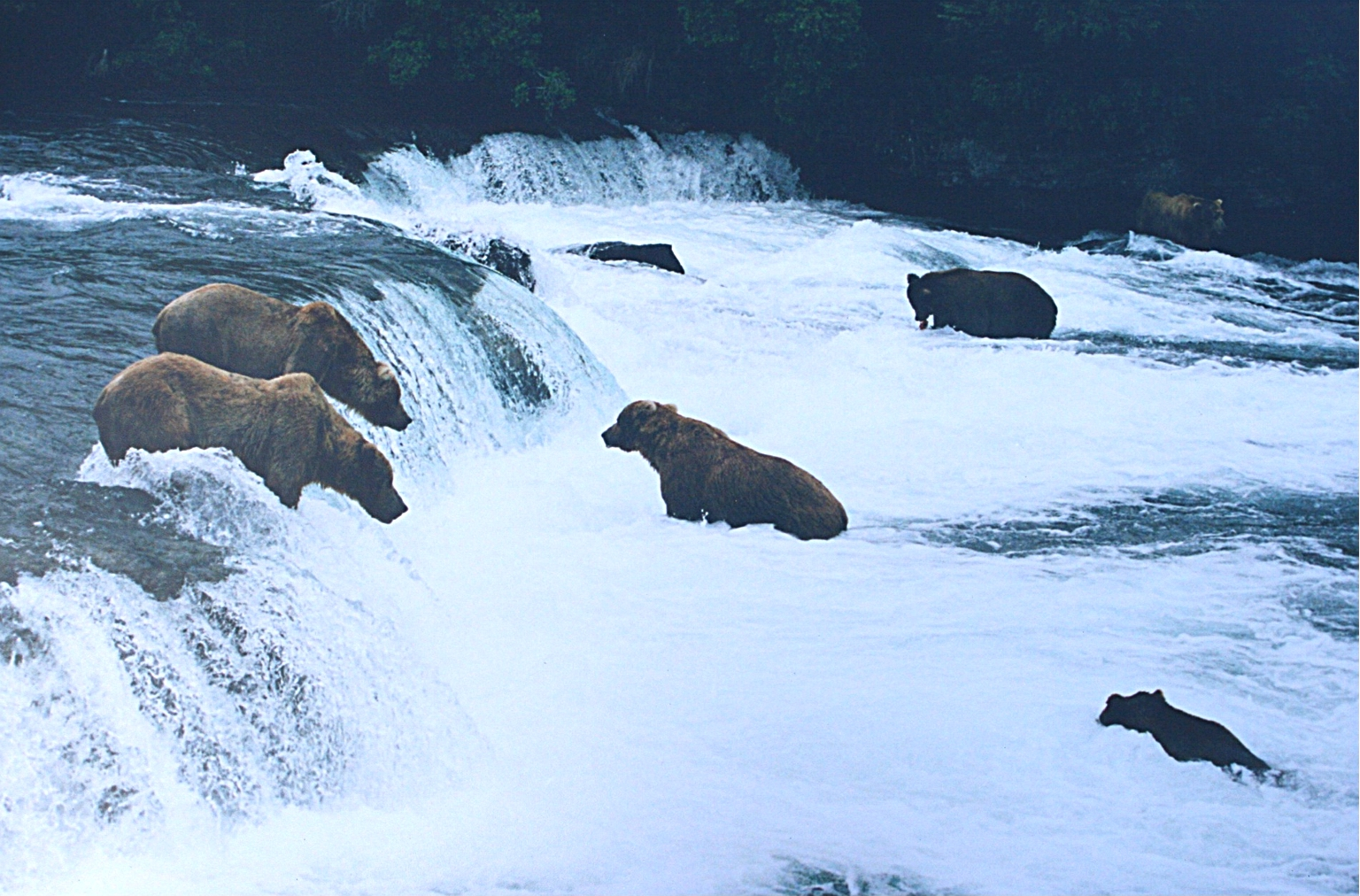
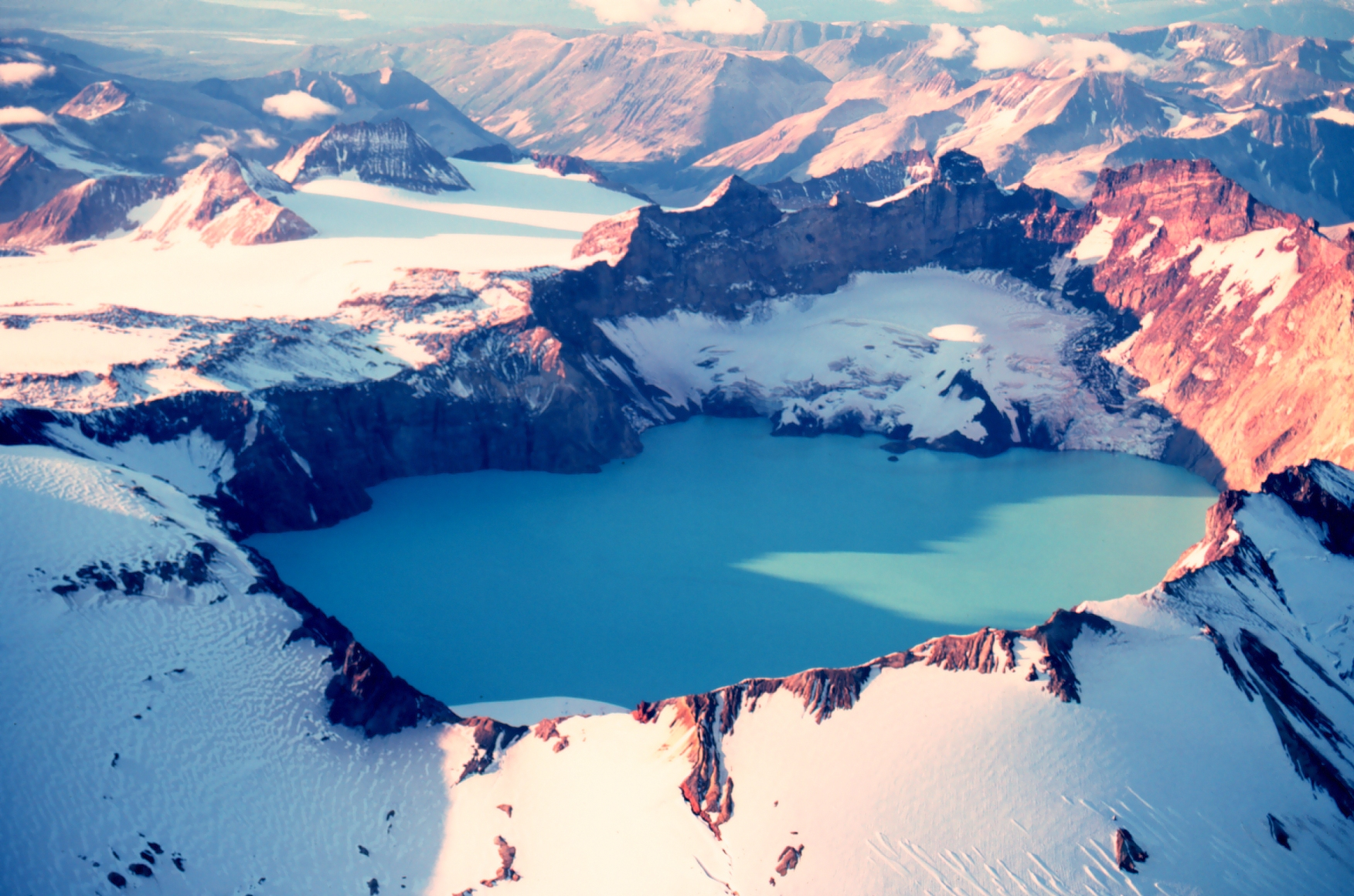
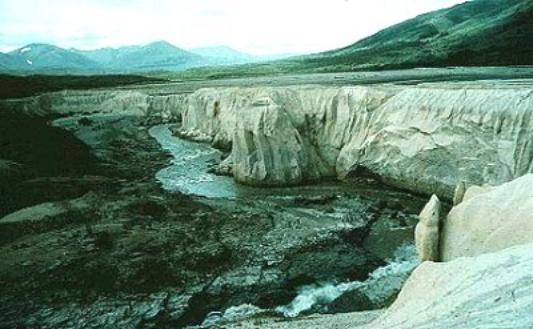
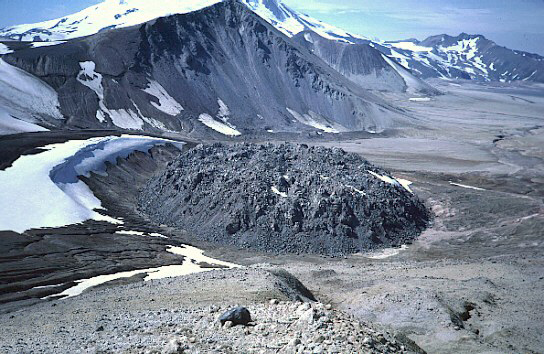

## وب‌گاه‌های بیرون
- وب‌گاه رسمی